# Milliard ennuyeux

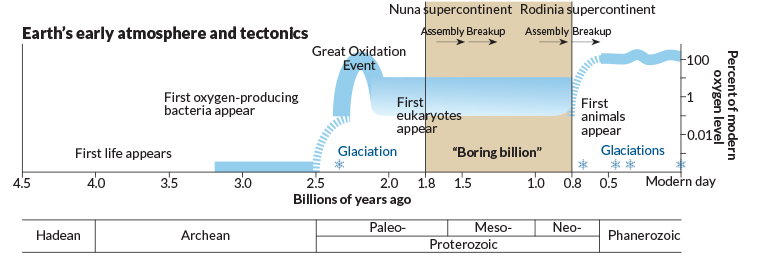
Le taux d'oxygène dans l'atmosphère reste stable autour de 1 % pendant le Milliard ennuyeux (échelle logarithmique)

Le Milliard ennuyeux (de l'anglais Boring billion), ou Grande discordance (Great unconformity), désigne une période de l'histoire de la Terre d'environ un milliard d'années, entre 1,8 et 0,8 Ga, caractérisée par une stabilité tectonique, une stase climatique (relative stabilité de l'environnement atmosphérique) et une évolution biologique apparemment lente avec des niveaux d'oxygène très bas et aucune preuve de glaciation.

## Description
En 1995, les géologues Roger Buick, Davis Des Marais et Andrew Knoll passent en revue l'apparent défaut d'événements biologiques, géologiques et climatiques majeurs pendant l'ère mésoprotérozoïque, il y a entre 1,6 et 1 milliard d'années (Ga), la décrivant comme « le moment le plus ennuyeux de l'histoire de la Terre ». L'expression « Milliard ennuyeux » (en anglais Boring Billion) est créée par le paléontologue Martin Brasier pour désigner la période comprise entre 2 et 1 Ga, caractérisée par une stase géochimique et une stagnation glaciaire. En 2013, le géochimiste Grant Young utilise l'expression « Milliard stérile » (en anglais Barren Billion) pour désigner la période d'apparente stagnation glaciaire et l'absence d'excursions isotopiques du carbone comprise entre 1,8 et 0,8 Ga. En 2014, les géologues Peter Cawood et Chris Hawkesworth désignent la période entre 1,7 et 0,75 Ga par l'expression « le Moyen-Âge de la Terre » à cause de l'absence de preuve de mouvement tectonique.
Le Milliard ennuyeux est maintenant largement défini comme compris entre 1,8 et 0,8 Ga, au sein de l'éon Protérozoïque, principalement au cours de l'ère Mésoprotérozoïque. Le Milliard ennuyeux est caractérisé par une stase géologique, climatique et dans l'ensemble évolutionnaire, avec une faible abondance de nutriments,,,,.
Il est précédé par la Grande Oxydation, due à l'évolution de la photosynthèse oxygénique des cyanobactéries, et la glaciation huronienne qui en résulte (Terre boule de neige), la formation de la couche d'ozone bloquant les rayonnements solaires ultraviolets, et l'oxydation de plusieurs métaux. Ce dernier s'achève avec la fracture du supercontinent Rodinia lors de la période du Tonien (1000-720 Ma), un second événement d'oxygénation et une autre Terre boule de neige lors de la période du Cryogénien,.

## Spécificités

### Stase de l'activité tectonique
L'évolution de la biosphère, atmosphère et hydrosphère terrestre a longtemps été liée à la  succession des supercontinents (en), où les continents s'agrègent puis se séparent en dérivant. Le Milliard ennuyeux voit la formation de deux supercontinents : Columbia (ou Nuna) et Rodinia,.
Columbia se forme entre 2 et 1,7 Ga et reste intact jusqu'au moins 1,3 Ga. Des preuves géologiques et paléomagnétiques suggèrent que Columbia n'aurait subi que des changements mineurs pour former le supercontinent Rodinia entre 1,1 et 0,9 Ga. Des reconstructions paléogéographiques suggèrent que l'assemblage supercontinental était situé dans des zones climatiques équatoriales et tempérées, et il n'y a que peu, voire aucune, preuves de présence de fragments continentaux dans les régions polaires.
Compte tenu de l'absence de preuve de sédimentation sur les marges passives, qui serait le résultat de la rupture de la croûte continentale (rifting), le supercontinent ne se serait pas séparé, et aurait simplement été un assemblage de proto-continents et de cratons superposés. Il n'y a pas de preuve de rifting jusqu'à la formation de Rodinia, il y a 1,25 Ga au nord de Laurentia, et 1 Ga en Baltica et au sud de la Sibérie,. Cependant, la rupture n'a lieu qu'en 0,75 Ga, marquant la fin du Milliard ennuyeux. Cette stase de l'activité tectonique est peut-être liée à la chimie atmosphérique et océanique,,.
Il est possible que l'asthénosphère, la partie ductile du manteau supérieur terrestre sur laquelle les plaques tectoniques flottent et bougent, était alors trop chaude pour soutenir une tectonique des plaques moderne. Ainsi, au lieu d'un intense recyclage des plaques dans les zones de subduction, les plaques restent liées les unes aux autres jusqu'à ce que le manteau se refroidisse assez. L'initiation de la subduction, élément de la tectonique des plaques, peut avoir été déclenchée par le refroidissement et l'épaississement de la croûte terrestre. Ces deux facteurs rendent la subduction, une fois initiée, particulièrement forte, marquant la fin du Milliard ennuyeux.
Cependant, d'importants événements magmatiques ont toujours lieu, comme la formation (par un panache) du bloc de Musgrave (en) d'une surface de 220 000 km2 en Australie centrale entre 1,22 et 1,12 Ga et le grande province ignée de Mackenzie (en) au Canada, d'une surface de 2 700 000 km2, il y a 1,27 Ga. La tectonique est par ailleurs suffisamment active pour former de nouvelles montagnes, avec plusieurs orogenèses ayant lieu à cette époque, telle que l'orogenèse grenvillienne.

### Stabilité climatique

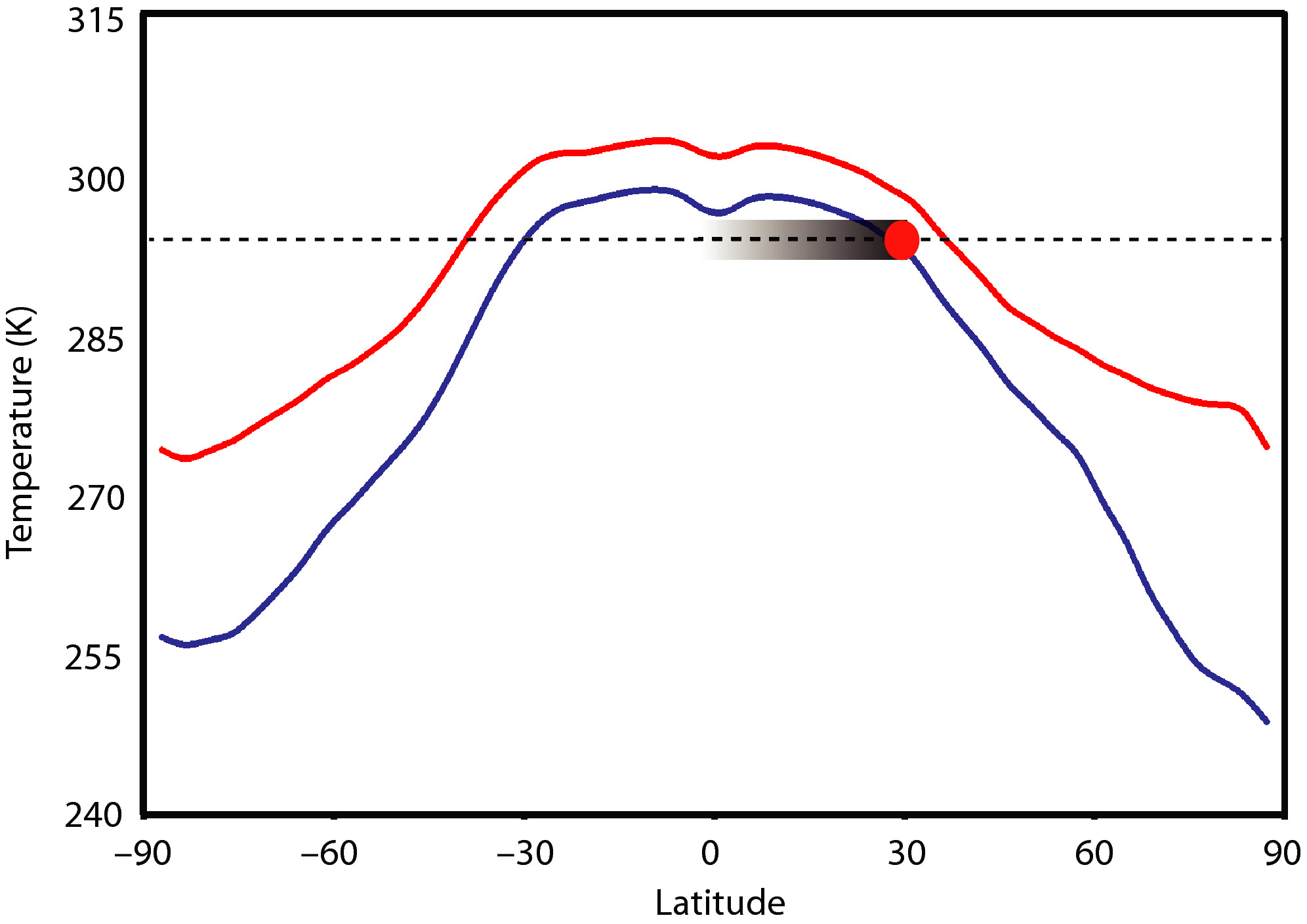
Courbes montrant les températures moyennes durant le Mésoprotérozoïque. La ligne bleue utilise des concentrations de 5 fois supérieures aux concentrations actuelles, la ligne rouge 10 fois, et le point rouge montre la plage de températures moyennes aux tropiques.

Il y a peu d'indication de variabilité climatique significative pendant cette période,. Le climat n'est probablement pas principalement dicté par la luminosité solaire, le Soleil étant 5 à 18% moins lumineux qu'aujourd'hui, mais il n'y a pas d'élément permettant d'affirmer que la Terre était significativement plus froide,. En fait, le Milliard ennuyeux manque de preuves de glaciations prolongées, comme observées à intervalles réguliers dans d'autres parties de l'histoire géologique de la Terre. Les concentrations en CO2 n'expliquent pas cette absence : leur niveau aurait dû être 30 à 100 fois plus haut que pendant l'ère pré-industrielle pour entraîner une importante acidification des océans empêchant la formation de glace. Les niveaux de CO2 du Mésoprotéozoïque peuvent avoir été comparables à ceux de l'éon Phanérozoïque, peut-être 7 à 10 fois supérieurs aux niveaux actuels. 
La première trace de glace de cette période est rapportée en 2020 et provient de la formation de Diabaig (en) dans le groupe de Torridon (en) en Écosse datant d'il y a 1 Ga, où des formations de dropstones ont probablement été constituées par des débris transportés par radeaux de glace. La zone, alors située entre le 35e parallèle et le 50e parallèle sud, était un lac (possiblement de montagne) que l'on estime gelé en hiver, le transport des débris ayant lieu lors de la fonte printanière.

### Composition des océans
Les océans ne semblent contenir que de faibles concentrations en nutriments clés que l'on estime nécessaires pour une vie complexe (en particulier le molybdène, le fer, l'azote et le phosphore) dues en grande partie au manque d'oxygène pour entraîner les oxydations essentielles à ces cycles géochimiques (en),,. Les nutriments sont cependant plus abondants dans les environnements terrestres, comme dans les lacs ou proche des côtes, à proximité des ruissellements continentaux.

### Autres particularités
Le Milliard ennuyeux a été précédé et suivi de périodes de grands bouleversements, matérialisées par des épisodes de grandes glaciations (ou Terre boule de neige) et par une transformation radicale de la morphologie des êtres vivants (apparition des premiers eucaryotes en amont, apparition des premiers êtres multicellulaires en aval). 
La stagnation de l'évolution, souvent considérée comme une anomalie, est généralement attribuée à un faible taux d'oxygène qui, après la Grande oxydation, se maintient autour de 0,1 % de sa teneur actuelle, et aurait entravé l'élaboration de formes de vie complexes.
Le Milliard ennuyeux suscite un regain d'intérêt depuis le début des années 2010 : « Les chercheurs s'aperçoivent que la stabilité caractéristique du Milliard ennuyeux — qui n'a aucun précédent et demeure inédite dans l'histoire de la Terre — est bien plus difficile à expliquer que les changements environnementaux qui ponctuent d'autres périodes ». Le rôle stabilisateur du faible taux d'oxygène est notamment reconsidéré : de nouvelles recherches émettent l'hypothèse d'une causalité inversée où l'émergence d'organismes multicellulaires complexes aurait contribué à accroître ce taux, plus qu'elle n'en serait la résultante.
En 2023, une revue des contraintes observationnelles sur la durée du jour au Précambrien montre qu'elle est restée voisine de 19 h pendant environ un milliard d'années incluant le Mésoprotérozoïque, sans doute en raison d'une résonance entre les marées lunaire et solaire. Cette période se confond avec le Milliard ennuyeux,.

## Métallogénie
Contrairement aux autres supercontinents, il n'existe que des indices limités sur la rupture et la dérive des continents lors de la transition de la rupture de Columbia à l'assemblage de Rodinia. Il s'est agi d'un régime tectonique de type « accordéon », caractérisé par de faibles déformations et des périodes intermittentes d'extension, de rifting et de remontée asthénosphérique de degré variable, suivies d'une compression et de la fermeture des bassins d'extension. Cette tectonique anormale a entraîné une métallogénie tout aussi anormale mais particulièrement intense, largement préservée jusqu'à nos jours. Le magmatisme intermittent dû à la fonte du manteau et aux circulations hydrothermales a créé une variété de gisements géants, préservés sur les marges de la lithosphère obductée pendant les épisodes de compression modérée. La métallogénie a été épisodique, avec des pics à environ 1,7−1,6, 1,4 et 1,1 Ga. Les plus grands gisements mondiaux de fer, de cuivre et d'or (en), de terres rares (dans des carbonatites), de diamant (dans des lamproïtes), d'uranium (en discordance), de zinc et de plomb (dans des gîtes exhalatifs (en) ou de type Broken Hill (en)) datent de cette période. C'est semble-t-il le manque relatif d'activité tectonique et de dérive des continents qui est responsable de cette métallogénie spectaculaire et unique dans l'histoire de la Terre, au cours d'un milliard d'années somme toute « pas aussi ennuyeux qu'il n'y paraît ».